# NAGA Group
NAGA è una società fintech che fornisce un’app di investimento con un social network integrato. Nel 2017 è stata quotata alla Borsa di Francoforte.

## Storia
NAGA è stata fondata da Benjamin Bilski e Yasin Sebastian Qureshi in Germania nel 2015. Nel 2016, la prima app SwipeStox di Naga è stata nominata tra i vincitori del Best of Show di FinovateEurope 2016.
Nel 2017, NAGA Group AG è stata quotata alla Borsa di Francoforte e ha presentato i conti di investimento basati su NAGA Wallet e Bitcoin. Nello stesso anno l'azienda è stata inclusa nella lista dei vincitori del Red Herring 100 Europe 2017.
Nel 2021, la società ha lanciato NAGA Pay, un'applicazione di mobile banking e di investimento che combina un conto IBAN, una carta di debito VISA, un deposito azionario, il copy trading e portafogli fisici di criptovalute.